# Polyconoceras cenipanus
Polyconoceras cenipanus är en mångfotingart som beskrevs av Chamberlin 1941. Polyconoceras cenipanus ingår i släktet Polyconoceras och familjen Rhinocricidae. Inga underarter finns listade i Catalogue of Life.